# حصن آل شريهيان (حجر الصيعر)

تعديل مصدري - تعديل

حصن آل شريهيان هي إحدى قرى عزلة حجر الصيعر بمديرية حجر الصيعر التابعة لمحافظة حضرموت، بلغ تعداد سكانها 10 نسمة حسب تعداد اليمن لعام 2004.